# Liste der Schiffe der United States Navy/A

## A-
- USS A-1 (SS-2, SP-1370)
- USS A-2 (SS-3)
- USS A-3 (SS-4)
- USS A-4 (SS-5)
- USS A-5 (SS-6)
- USS A-6 (SS-7)
- USS A-7 (SS-8)
- USS AA-1 (SS-52/SF-1)
- USS AA-2 (SS-60/SF-2)
- USS AA-3 (SS-61/SF-3)
- USS A. C. Powell (1861)
- USS A. Childs (1865)
- USS A. Collier (1864)
- USS A. D. Vance (1862)
- USS A. DeGroat (1863)
- USS A. G. Prentiss (1912)
- USS A. Holly (1861)
- USS A. Houghton (1852)
- USS A. J. View (1861)
- USS A. O. Tyler (1857)
- USS A1C William H. Pitsenbarger (AK-4638)
- USS Aaron V. Brown (1861)
- USS Aaron Ward (DD-132, DD-483, DD-773/DM-34)
- USS Abadejo (SS-308)
- USS Abalone (SP-208)
- USS Abarenda (AC-13/AG-14, IX-131)
- USS Abatan (AO-92/AW-4)
- USS Abbot (DD-184, DD-629)
- USS Abel P. Upshur (DD-193)
- USS Abele (AN-58)
- USS Abeona (1831)
- USS Abercrombie (DE-343)
- USS Aberdeen (1912)
- USS Abilene (PF-58)
- USS Ability (PYc-28, MSO-519, AFD-7)
- USS Abinago (YTM-493)
- USS Abingdon (PC-1237)
- USS Abiqua (T-AO-158)
- USS Able (AGOS-20)
- USS Abnaki (ATF-96)
- USS Abner Read (DD-526)
- USS Abraham (1858)
- USS Abraham Lincoln (SSBN-602, CVN-72)
- USS Absaroka (1917)
- USS Absecon (1918, AVP-23)
- USS Absegami (SP-371)
- USS Acacia (1863)
- USS Acadia (AD-42)
- USS Accelerate (ARS-30)
- USS Accentor (AMc-36, LCIL-652)
- USS Accohanoc (YTM-545)
- USS Accokeek (ATA-181)
- USS Accomac (YTL-18, APB-49, YTB-812)
- USS Acedia (SS-309)
- USS Achelous (ARL-1)
- USS Achernar (AKA-53)
- USS Achigan (YTB-218)
- USS Achilles (ARL-41)
- USS Achomawi (ATF-148)
- USS Acme (AMc-61, MSO-508)
- USS Acoma (SP-1228, YTB-701)
- USS Acontius (AGP-12)
- USS Acoupa (SS-310)
- USS Acree (DE-167)
- USS Action (PG-86)
- USS Active (1779, 1837, 1888, 1917, YT-112)
- USS Actus (SP-516)
- USS Acubens (AKS-5)
- USS Acushnet (AT-63)

## Ad-
- USS Adair (APA-91)
- USS Adak (YFB-28)
- USS Adamant (AMc-62)
- USS Adams (1799, 1874, DM-27)
- USS Adario (YTM-743/YNT-25)
- USS Adder (SS-3)
- USS Addie and Carrie (1884)
- USS Addie Douglass (1862)
- USS Addison County (LST-31)
- USS Addison F. Andrews
- USS Adela (1862)
- USS Adelaide (1854)
- USS Adelante (SP-765)
- USS Adelheid (1903)
- USS Adelphi (T-AG-181)
- USS Adelphi Victory (T-AG-181)
- USS Adept (AFD-23)
- USS Adhara (AK-71)
- USS Adirondack (1860s, 1917, AGC-15)
- USS Adjutant (AM-351)
- USS Admirable (AM-136)
- USS Admiral (1863, SP-541, SP-967)
- USS Admiral C. F. Hughes (AP-124)
- USS Admiral D. W. Taylor (AP-128)
- USS Admiral E. W. Eberle (AP-123)
- USS Admiral F. B. Upham (AP-129)
- USS Admiral Glass (YFB-2)
- USS Admiral H. T. Mayo (AP-125)
- USS Admiral Hugh Rodman (AP-126)
- USS Admiral R. E. Coontz (AP-122)
- USS Admiral W. L. Capps (AP-121)
- USS Admiral W. M. Callaghan (AKR-1001)
- USS Admiral W. S. Benson (AP-120)
- USS Admiral W. S. Sims (AP-127)
- USS Admiralty Islands (CVE-99)
- USS Admittance (1847)
- USS Adolph Hugel (1860)
- USS Adonis (LST-83)
- USS Adopt (AMC114/AM-137)
- USS Adria (AF-30)
- USS Adrian (1911)
- USS Adriana (1798)
- USS Adroit (SP-248, AM-82, MSO-509)
- USS Advance (1850, 1862, 1917, YT-28, AMc-63, MSO-510)
- USS Advantage (ATR-41)
- USS Advent (AM-83)
- USS Adventurous (AGOS-13)
- USS Advocate (1861, AM-138)
- USS Aegir (AS-23)
- USS Aeolus (1917, AKA-47/ARC-3)
- USS Aetna (SP-516)
- USS Affleck (BDE-71)
- USS Affray (AMc-112, MSO-511)
- USS Agamemnon (1903)
- USS Agamenticus (1863)
- USS Agassiz
- USS Agate (PYC-4)
- USS Agawam (1863, AOG-6, YTB-809)
- USS Agenor (ARL-3)
- USS Agent (MSF-139)
- USS Agerholm (DD-826)
- USS Aggressive (MSO-422)
- USS Aggressor (AMc-63, AMc-64)
- USS Agile (AMc-111, MSO-421)
- USS Agwidale (1918)
- USS Ahdeek (SP-2589)
- USS Ahoskie (YTB-804)
- USS Ahrens (DE-575)
- USS Ai Filch (1863)
- USS Aide De Camp (IX-224)
- USS Aiken Victory (T-AP-188)
- USS Ailanthus (YN-57)
- USS Aileen (1896)
- USS Aimwell (BAT-7)
- USS Ainsworth (FF-1090)
- USS Ajax (1869, 1898, 1917, AR-6)
- USS Akbar (SP-599)
- USS Akela (SP-1793)
- USS Akron (ZRS-4)
- USS Akutan (AE-13)

## Al-
- USS Ala
- USS Alabama (1818, BB-8, BB-60, SSBN-731
- USS Alabaster
- USS Alacrity (SP-206, PG-87, MSO-520)
- USS Alamance
- USS Alameda
- USS Alameda County (LST-32)
- USS Alamingo
- USS Alamo (LSD-33)
- USS Alamogordo
- USS Alamosa
- USS Alamuchee
- USS Alarka
- USS Alarm
- USS Alaska (1860s, 1910s, CB-1, SSBN-732)
- USS Alaskan
- USS Alatna (AOG-81)
- USS Alava Bay
- USS Alazon Bay
- USS Albacore (SP-571, SS-218, AGSS-569)
- USS Albany (1846, 1869, CL-23, CA-123, SSN-753)
- USS Albatross (1861, 1882, SP-1003, AM-71, YMS-80, MSC-289)
- USS Albay
- USS Albemarle (1863, 1865, AV-5)
- USS Albert Brown
- USS Albert David (FF-1050)
- USS Albert DeGroat (1863)
- USS Albert J. Myer (ARC-6)
- USS Albert M. Boe
- USS Albert T. Harris
- USS Albert W. Grant (DD-649)
- USS Albireo
- USS Albuquerque (PF-7, SSN-706)
- USS Alcalda
- USS Alcedo (SP-166)
- USS Alchemy
- USS Alchiba
- USS Alcona
- USS Alcor (AG-34, AK-259)
- USS Alcyone
- USS Aldebaran (AF-10)
- USS Alden
- USS Alderamin
- USS Alecto
- USS Alert (1803, 1861, AS-4, 1896, SP-511)
- USS Alex Brown
- USS Alex Diachenko
- USS Alexander
- USS Alexander Dallas
- USS Alexander H. Erickson
- USS Alexander Hamilton (1871, WPG-34, SSBN-617)
- USS Alexander J. Luke
- USS Alexandria (1862, PF-18, SSN-757)
- USS Alfred (1774)
- USS Alfred A. Cunningham (DD-752)
- USS Alfred A. Wolkyns (1863)
- USS Alfred Robb
- USS Alfred Wolf
- USS Alger
- USS Algol (AKA-54, T-AKR-287)
- USS Algoma
- USS Algonquin (1863, 1898, 1918)
- USS Algorab
- USS Algorma (AT-34, ATA-212)
- USS Alhena
- USS Alice (1898, SP-367)
- USS Alida
- USS Alikula Bay
- USS Alkaid
- USS Alkes
- USS Allagash (AO-97)
- USS Allamakee
- USS Allaquippa
- USS Allegan
- USS Allegheny (1847, 1917, ATA-179)
- USS Allen (1814, DD-66)
- USS Allen Collier (1864)
- USS Allen M. Sumner (DD-692)
- USS Allendale (APA-179)
- USS Allentown (PF-52)
- USS Alliance (1778, 1877)
- USS Alligator (1809, 1813, 1820, 1862)
- USS Allioth (AK-109)
- USS Alloway (1918, YT-170)
- USS Allthorn (YN-94, AN-70)
- USS Almaack (AK-27)
- USS Almandite (PY-24)
- USS Almax II (SP-268)
- USS Almond (YN-58)
- USS Alnaba (YTB-494)
- USS Alnitah (AK-127)
- USS Aloe (YN-1)
- USS Aloha (SP-317)
- USS Alonzo Child (1863)
- USS Alpaco (1918)
- USS Alpha (1864, SP-586)
- USS Alpine (APA-92)
- USS Alsea (AT-97)
- USS Alshain (AKA-55)
- USS Alstede (AF-48)
- USS Altair (AD-11, AKS-32, T-AKR-291)
- USS Altamaha (CVE-6, CVE-18)
- USS Althea (1862, 1863, SP-218)
- USS Alturas
- USS Altus
- USS Aludra (AK-72, AF-55)
- USS Alvarado
- USS Alvin C. Cockrell

## Am-
- USS Amabala
- USS Amador
- USS Amagansett
- USS Amalia
- USS Amalia IV
- USS Amanda
- USS Amanda Moore
- USS Amaranth
- USS Amaranthus
- USS Amazon
- USS Amazonas
- USS Ambala
- USS Amber (PYc-6)
- USS Amberjack (SS-219, SS-522)
- USS Ameera
- USS Amelia
- USS America (1782, 1861, 1905, CV-66, LHA-6)
- USS American
- USS American Cormorant (AK-2062)
- USS American Explorer (AOT-165)
- USS American Legion (AP-35)
- USS Amesbury (APD-46)
- USS Amethyst (PYc-3)
- USS Amherst
- USS Amick (DE/FF-168)
- USS Ammen (DD-35, DD-527)
- USS Ammonoosuc
- USS Ammonusuc
- USS Ampere
- USS Ampere (ADG-11)
- USS Amphetrite
- USS Amphion (1899, AR-13)
- USS Amphitrite (1869, BM-2, ARL-29)
- USS Amsterdam (CL-59, CL-101)
- USS Amycus

## An-
- USS Anacapa
- USS Anacortes
- USS Anacostia
- USS Anacostia
- USS Anacot
- USS Anado
- USS Anamosa
- USS Anaqua
- USS Anchor
- USS Anchorage (LSD-36, LPD-23)
- USS Ancon
- USS Andalusia
- USS Anderson (DD-411)
- USS Anderton
- USS Andradite
- USS Andralite
- USS Andres
- USS Andrew Doria (1775, IX-132)
- USS Andrew J. Higgins (T-AO-190)
- USS Andrew Jackson (1832, SSBN-619)
- USS Andrews
- USS Andromeda
- USS Androscoggin
- USS Anemone (1864, 1908)
- USS Anemone IV (SP-1290)
- USS Angler (SS-240)
- USS Anguilla Bay
- USS Aniwa
- USS Ankachak
- USS Anna
- USS Anna B. Smith
- USS Annabelle
- USS Annapolis (PG-10, PF-15, AGMR-1, SSN-760)
- USS Annawan
- USS Anne Arundel
- USS Annie
- USS Annie E. Gallup
- USS Anniston
- USS Annoy
- USS Anoka (PC-571, YTB-810)
- USS Antaeus
- USS Antares (AG-10, AK-258, AKR-294)
- USS Antelope (P1861, IX-109, PG-86)
- USS Anthedon
- USS Anthony (DD-172, DD-515)
- USS Anticline
- USS Antietam (1864, CV-36, CG-54)
- USS Antigo
- USS Antigone
- USS Antigua
- USS Antilla
- USS Antioch
- USS Anton Dohrn
- USS Antona (1862, IX-133)
- USS Antona
- USS Antrim (AK-159, FFG-20)
- USS Anzio (CVE-57, CG-68)

## Ap-
- USS Apache (YF-176, 1891, SP-729, ATF-67, ATF-172)
- USS Apalachicola
- USS Apex
- USS Aphrodite
- USS Apogon (SS-308)
- USS Apohola
- USS Apollo (AS-25)
- USS Apopka
- USS Appalachian
- USS Appanoose
- USS Appling
- USS Aquamarine (PYc-7)
- USS Aquarius
- USS Aquidneck
- USS Aquila (PHM-4)

## Ar-
- USS Ara
- USS Arabia
- USS Arabian
- USS Arago
- USS Aramis
- USS Aranca
- USS Araner
- USS Arapaho
- USS Arapahoe
- USS Arawak
- USS Arawan II
- USS Arayat
- USS Arbiter
- USS Arbutus
- USS Arcade
- USS Arcadia (SP-856, 1896, AD-23)
- USS Arcady
- USS Arcata
- USS Arch
- USS Archer
- USS Archerfish (SS-311, SSN-678)
- USS Arco (ARDM-5)
- USS Arctic (1855, 1873, 1913, AF-7, AOE-8)
- USS Arcturus (SP-182, SP-593, AK-12, AK-18, AF-52)
- USS Ardennes
- USS Ardent (SP-680, AM-340, MCM-12)
- USS Arenac
- USS Arequipa
- USS Arethusa (1864, AO-7, IX-135)
- USS Argentina
- USS Argo
- USS Argonaut (SS-166, SS-475)
- USS Argonne (1916, AP-4/AG-31)
- USS Argos
- USS Argosy
- USS Argus (1803, PY-14)
- USS Arided (AK-73)
- USS Ariel (1777, 1813, 1831, 1862, AF-22)
- USS Aries (1862, AK-51, PHM-5)
- USS Arikara (AT/ATF-98)
- USS Aristaeus
- USS Arivaca
- USS Arizona (1859, 1865, BB-39)
- USS Arizonan
- USS Arkab
- USS Arkansas (1863, BM-7, BB-33, CGN-41)
- USS Arleigh Burke (DDG-51)
- USS Arletta
- USS Arlington (AP-174, AGMR-2, LPD-24)
- USS Armada
- USS Armadillo
- USS Armeria
- USS Armislead Rust
- USS Armstrong County (LST-57)
- USS Arneb (LKA-56)
- USS Arnillo
- USS Arnold J. Isbell (DD-869)
- USS Aroostook
- USS Arrowhead
- USS Arrowsic
- USS Arroyo
- USS Artemis
- USS Arthur
- USS Arthur L. Bristol (APD-97)
- USS Arthur Middleton (AP-55/APA-25)
- USS Arthur W. Radford (DD-968)
- USS Artigas
- USS Artisan
- USS Artmar III
- USS Arundel
- USS Arval
- USS Arvilla
- USS Arvonian

## As-
- USS Ascella
- USS Ascension
- USS Ascutney
- USS Ash
- USS Asheboro (PCE-882)
- USS Asher J. Hudson
- USS Asheville (PG-21, PF-1, PGM-84, SSN-758)
- USS Ashland (LSD-1, LSD-48)
- USS Ashley
- USS Ashtabula (AO-51)
- USS Ashuelot (1865)
- USS Askari (ARL-30)
- USS Asp
- USS Asphalt
- USS Aspinet
- USS Aspirant
- USS Aspire
- USS Aspro (SS-309, SSN-648)
- USS Asquith
- USS Assail
- USS Assertive (AMc-65, T-AGOS-9)
- USS Assistance
- USS Assurance (AG-521, T-AGOS-5)
- USS Aster
- USS Asterion (AK-100, AF-63)
- USS Astoria (1917, CA-34, CL-90)
- USS Astrea (SP-560)
- USS Astrolabe Bay
- USS Astute
- USS Atakapa (ATF-149)
- USS Atalanta
- USS Atanus
- USS Atascosa
- USS Atchison County (LST-60)
- USS Athanasia
- USS Atheling
- USS Athene
- USS Atherton (FF-169)
- USS Atik (AK-101)
- USS Atka
- USS Atlans
- USS Atlanta (1861, 1884, CL-51, CL-104, SSN-712)
- USS Atlantic
- USS Atlantic Salvor
- USS Atlantida
- R/V Atlantis (AGOR-25)
- USS Atlantis (SP-40)
- USS Atlas (1869, SP-2171, ARL-7)
- USS Attacker
- USS Attala (APA-130)
- USS Attica
- USS Attu (CVE-102)
- USS Atule (SS-403)
- USS Aubrey Fitch (FFG-34)
- USS Auburn
- USS Aucilla (AO-56)
- USS Audacious (AGOS-11)
- USS Audrain
- USS Audubon
- USS Audwin
- USS Augury
- USS Augusta (1799, 1853, SP-946, CA-31, SSN-710)
- USS Augusta Dinsmore
- USS Augustus Holly (1861)
- USS Auk
- USS Aulick (DD-258, DD-569)
- USS Ault (DD-698)
- USS Aurelia
- USS Auriga
- USS Aurora
- USS Aurore II
- USS Ausable
- USS Ausburn
- USS Ausburne
- USS Austin (1839, DE-15, LPD-4)
- USS Autauga
- USS Avalon
- USS Avenge (AMc-66, AM-423)
- USS Avenger (1863, SP-2646, MCM-1)
- USS Aventinus (ARVE-3)
- USS Avery Island
- USS Avis
- USS Avocet
- USS Avoyel
- USS Awa
- USS Awahou
- USS Awatobi
- USS Ayanabi
- USS Aylmer
- USS Aylwin (1813, DD-47, DD-355, FF-1081)
- USS Azalea
- USS Azimech
- USS Aztec
- USS Azurlite